# Revelations (album d'Audioslave)
Cet article concerne l'album homonyme du groupe Audioslave. Pour l'album homonyme du groupe Killing Joke, voir Revelations.
Pour les articles homonymes, voir Révélations.
Albums de Audioslave
Out of Exile
(2005)
Singles
1. Original Fire
Sortie : 17 juillet 2006
2. Revelations
Sortie : novembre 2006

Revelations est le troisième et dernier album du groupe rock américain Audioslave. Il est sorti à l'international, le 4 septembre 2006 sur le label Epic Interscope et un jour plus tard aux États-Unis. Il a été produit par Brendan O'Brien qui retrouve ainsi Morello, Wilk et Commerford avec qui il a produit les albums Evil Empire et The Battle of Los Angeles de RATM et Cornell après avoir mixé l'album de Soundgarden, Superunknown.

## Historique
L'album fut enregistré majoritairement aux Henson Recording Studios à Hollywood en Californie. En entrant en studios le groupe comptait une vingtaine de chansons pour son nouvel album. La plupart furent écrites avant la tournée de promotion de l'album précédent, Out of Exile et des samples furent enregistrés à Atlanta. Le groupe commença d'ailleurs à jouer quelques-uns de ces nouveaux titres sur la tournée soit en public soit pendant les Soundcheck.
Chris Cornell a recherché une voix beaucoup plus soul dans le style du groupe Earth, Wind and Fire pour ce nouvel album tout en restant dans l'esprit rock cher à Audioslave. Tom Morello décrira le son de l'album comme un croisement entre Earth Wind & Fire et Led Zeppelin.
Dans une interview, Tom Morello, le guitariste, a annoncé ce troisième album comme plutôt engagé par rapport aux précédents. Par exemple, la chanson Wide Awake serait, selon lui, la chanson la plus politique qu' Audioslave ait jamais faite, critiquant l'administration Bush et sa lenteur d'action après l'ouragan Katrina.
L'album se classa à la seconde place au Billboard 200 aux États-Unis où il sera certifié disque d'or pour plus de 500 000 albums vendus. Il sera en tête des charts canadien, australiens et néo-zélandais.

## Liste des titres
- Toutes les chansons sont signés par Chris Cornell pour les textes et par le groupe pour la musique.

1. Revelations" - 4:12
2. One And The Same - 3:38
3. Sound of a Gun - 4:20
4. Until We Fall - 3:52
5. Original Fire - 3:40
6. Broken City - 3:50
7. Somedays - 3:34
8. Shape of Things To Come - 4:34
9. Jewel of the Summertime - 3:54
10. Wide Awake - 4:26
11. Nothing Left To Say But Goodbye - 3:34
12. Moth - 4:56

- Certaines éditions sont accompagnés par un DVD d'environ 18 minutes comprenant des interviews des musiciens.

### Musiciens
- Chris Cornell: chant
- Tim Commerford: basse, chœurs
- Brad Wilk: batterie
- Tom Morello: guitare

## Charts
| Pays             | Durée du classement | Meilleur classement |
| ---------------- | ------------------- | ------------------- |
| Allemagne        | 6 semaines          | 8e                  |
| Australie        | 8 semaines          | 1er                 |
| Autriche         | 5 semaines          | 6e                  |
| Belgique (W)     | 3 semaines          | 70e                 |
| Belgique (V)     | 4 semaines          | 52e                 |
| Canada           | 2 semaines          | 1er                 |
| Danemark         | 5 semaines          | 6e                  |
| Espagne          | 3 semaines          | 28e                 |
| États-Unis       | 20 semaines         | 2e                  |
| Finlande         | 8 semaines          | 2e                  |
| France           | 4 semaines          | 46e                 |
| Italie           | 7 semaines          | 12e                 |
| Norvège          | 4 semaines          | 5e                  |
| Nouvelle-Zélande | 9 semaines          | 1er                 |
| Pays-Bas         | 7 semaines          | 21e                 |
| Portugal         | 2 semaines          | 22e                 |
| Royaume-Uni      | 3 semaines          | 12e                 |
| Suède            | 6 semaines          | 6e                  |
| Suisse           | 5 semaines          | 8e                  |

| Année | Pays        | Titre           | Chart                  | Position |
| ----- | ----------- | --------------- | ---------------------- | -------- |
| 2006  | États-Unis  | "Original Fire" | Billboard Hot 100      | 79       |
| 2006  | États-Unis  | "Original Fire" | Mainstream Rock Tracks | 4        |
| 2006  | États-Unis  | "Original Fire" | Alternative Songs      | 3        |
| 2006  | Royaume-Uni | "Original Fire" | UK Singles Chart       | 92       |
| 2006  | Australie   | "Original Fire" | Top 50 Singles         | 34       |
| 2006  | États-Unis  | "Revelations"   | Mainstream Rock Tracks | 6        |
| 2006  | États-Unis  | "Revelations"   | Alternative Songs      | 38       |

## Certifications
| Pays             | Certification | Ventes    | Date       |
| ---------------- | ------------- | --------- | ---------- |
| Australie        | Or            | 35 000+   | 2006       |
| Canada           | Or            | 50 000+   | 14/09/2006 |
| États-Unis       | Or            | 500 000 + | 06/10/2006 |
| Nouvelle-Zélande | Or            | 7 500 +   | 11/09/2006 |
| Royaume-Uni      | Argent        | 60 000 +  | 22/07/2013 |